# Danh sách vườn quốc gia tại Nhật Bản

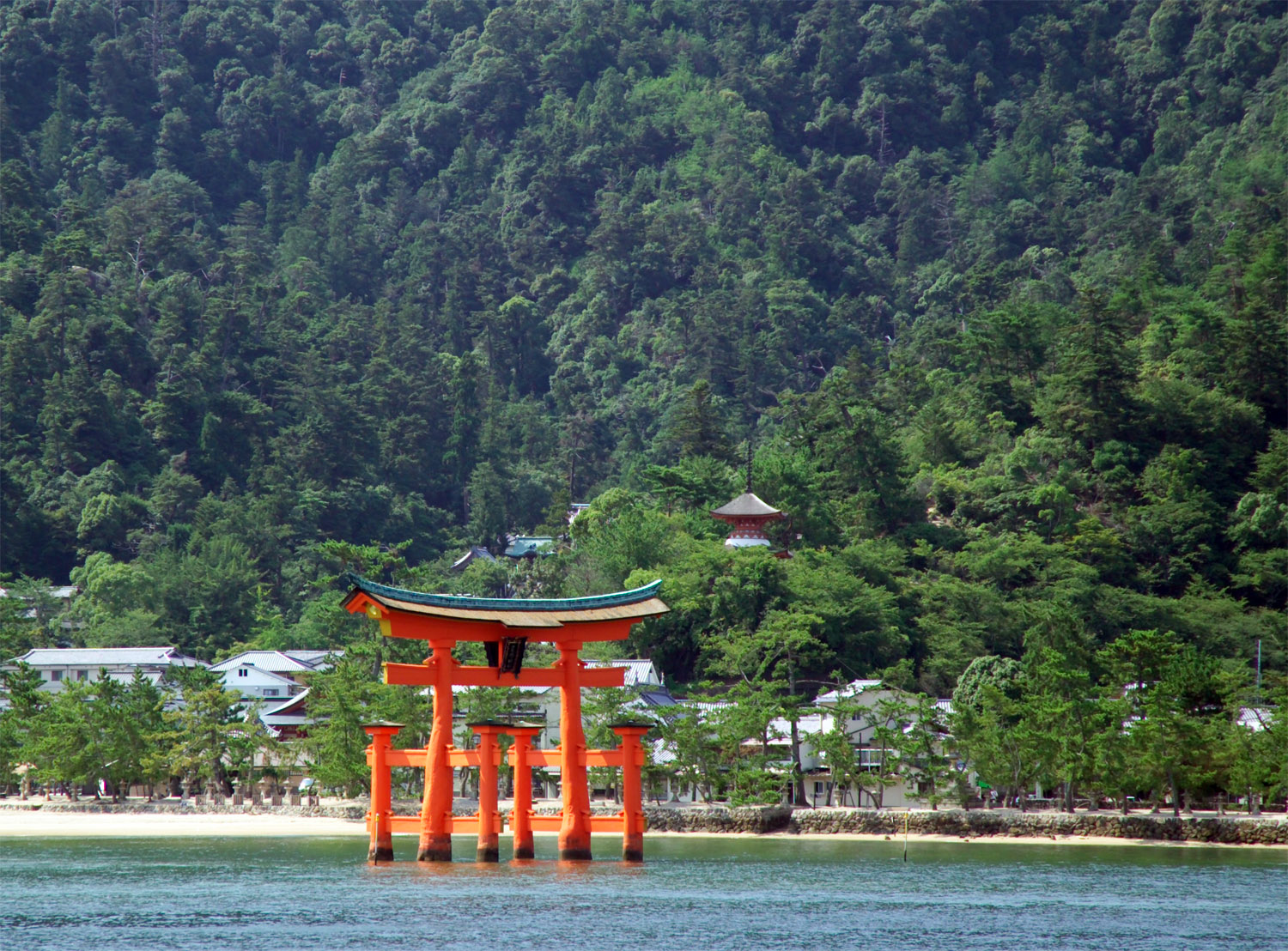
Đền Itsukushima thuộc Vườn quốc gia Setonaikai, là vườn quốc gia đầu tiên tại Nhật Bản (thành lập 1934).

Vườn quốc lập (国立公园 Kokuritsu Kōen) và Vườn quốc định (国定公园 Kokutei Kōen) là hai loại hình vườn quốc gia tại Nhật Bản, là các danh lam thắng cảnh được bảo vệ và sử dụng bền vững do Bộ Môi trường Nhật Bản quản lý theo Luật Công viên tự nhiên (1957). Các Khu bảo tồn Vườn quốc gia có kích thước, sự đa dạng ít hơn, được Nhà nước quản lý hoặc các đơn vị địa phương quản lý dưới sự giám sát của Bộ.

## Lịch sử
Nhật Bản lần đầu tiên thành lập các công viên vào năm 1873 (Công viên Asakusa, Asukayama, Fukagawa, Shiba và Ueno). Năm 1911, công dân địa phương kiến nghị rằng đền thờ và rừng ở Nikkō phải được đặt dưới sự bảo vệ của công chúng. Năm 1929, Hiệp hội Vườn quốc gia được thành lập. Năm 1931, đạo luật vườn quốc gia lần đầu tiên được thông qua. Sau nhiều nghiên cứu và khảo sát, vào tháng 3 năm 1934, các vườn quốc gia đầu tiên được thành lập gồm Vườn quốc gia Setonaikai, Unzen-Amakusa và Kirishima-Yaku, sau đó là thêm 5 vườn quốc gia nữa vào tháng 12 năm 1934. Ba vườn quốc gia được thành lập theo đạo luật cũ dưới thời kỳ Đài Loan thuộc Nhật vào năm 1937 gồm Tatun, Tsugitaka-Taroko và Niitaka-Arisan với đỉnh núi Ngọc Sơn cao nhất Nhật Bản bấy giờ.
Sau khi kết thúc chiến tranh, Ise-Shima là vườn quốc gia đầu tiên được thành lập vào năm 1946, và đến năm 1955 thêm 7 vườn quốc gia khác. Năm 1957, đạo luật công viên tự nhiên đã thay thế đạo luật cũ cho phép thành lập cả Công viên Tự nhiên Quốc gia, Quốc định Vườn quốc gia và Công viên tỉnh. Với những sửa đổi nhỏ này đã thiết lập khuôn khổ hoạt động như ngày nay.
Tính đến ngày 1 tháng 4 năm 2014, có 31 vườn quốc lập và 56 vườn quốc định. Các vườn quốc lập bảo vệ khu vực có diện tích 20.996 km² (5,6% diện tích đất), trong khi vườn quốc định có tổng 13.614 km ² (3,6% diện tích đất). Ngoài ra, 314 công viên tỉnh có tổng diện tích 19.726 km² (5,2% diện tích đất). Vào ngày 27 tháng 3 năm 2015, vườn quốc lập Myōkō-Togakushi Renzan được thành lập. Sau đó là Vườn quốc lập Yanbaru được thành lập năm 2016. Vườn quốc định Kyoto Tamba Kogen được thành lập vào ngày 25 tháng 3 năm 2016, Chūō Alps được thành lập ngày 27 tháng 3 năm 2020 và Akkeshi-Kiritappu-Konbumori được thành lập vào ngày 30 tháng 3 năm 2021 trở thành vườn quốc định thứ 58 của Nhật Bản. Vườn quốc lập mới nhất được thành lập là Vườn quốc lập Amami Guntō được thành lập vào năm 2017.

## Danh sách vườn quốc lập
| Tên                                      | Thành lập | Vùng                                            | Diện tích [ha]                  | Hình ảnh |
| ---------------------------------------- | --------- | ----------------------------------------------- | ------------------------------- | -------- |
| Vườn quốc gia Akan Mashu                 | 1934      | Hokkaidō                                        | 90.481 hécta (223.580 mẫu Anh)  |          |
| Vườn quốc gia Minami Alps                | 1964      | Chūbu                                           | 35.752 hécta (88.350 mẫu Anh)   |          |
| Vườn quốc gia Amami Guntō                | 2017      | Kyūshū                                          | 42.181 hécta (104.230 mẫu Anh)  |          |
| Vườn quốc gia Ashizuri-Uwakai            | 1972      | Shikoku                                         | 11.345 hécta (28.030 mẫu Anh)   |          |
| Vườn quốc gia Aso Kujū                   | 1934      | Kyūshū                                          | 72.678 hécta (179.590 mẫu Anh)  |          |
| Vườn quốc gia Bandai-Asahi               | 1950      | Tōhoku                                          | 186.389 hécta (460.580 mẫu Anh) |          |
| Vườn quốc gia Chichibu Tama Kai          | 1950      | Kantō                                           | 126.259 hécta (311.990 mẫu Anh) |          |
| Vườn quốc gia Chūbu-Sangaku              | 1934      | Chūbu                                           | 174.323 hécta (430.760 mẫu Anh) |          |
| Vườn quốc gia Daisen-Oki                 | 1936      | Chūgoku                                         | 35.353 hécta (87.360 mẫu Anh)   |          |
| Vườn quốc gia Daisetsuzan                | 1934      | Hokkaidō                                        | 226.764 hécta (560.350 mẫu Anh) |          |
| Vườn quốc gia Fuji-Hakone-Izu            | 1936      | Kantō                                           | 121.695 hécta (300.710 mẫu Anh) |          |
| Vườn quốc gia Hakusan                    | 1962      | Chūbu                                           | 11.345 hécta (28.030 mẫu Anh)   |          |
| Vườn quốc gia Iriomote-Ishigaki          | 1972      | Kyūshū                                          | 40.653 hécta (100.460 mẫu Anh)  |          |
| Vườn quốc gia Ise-Shima                  | 1946      | Kinki                                           | 55.544 hécta (137.250 mẫu Anh)  |          |
| Vườn quốc gia Jōshin'etsu-kōgen          | 1949      | Kantō                                           | 148.194 hécta (366.200 mẫu Anh) |          |
| Vườn quốc gia Kerama Shotō               | 2014      | Kyūshū                                          | 3.520 hécta (8.700 mẫu Anh)     |          |
| Vườn quốc gia Kirishima-Kinkowan         | 1934      | Kyūshū                                          | 36.586 hécta (90.410 mẫu Anh)   |          |
| Vườn quốc gia Vùng đất ngập nước Kushiro | 1987      | Hokkaidō                                        | 28.788 hécta (71.140 mẫu Anh)   |          |
| Vườn quốc gia Myōkō-Togakushi Renzan     | 2015      | Chūbu                                           | 39.772 hécta (98.280 mẫu Anh)   |          |
| Vườn quốc gia Nikkō                      | 1934      | Kantō                                           | 114.908 hécta (283.940 mẫu Anh) |          |
| Vườn quốc gia Ogasawara                  | 1972      | Kantō                                           | 6.629 hécta (16.380 mẫu Anh)    |          |
| Vườn quốc gia Oze                        | 1972      | Tōhoku và Kantō                                 | 37.200 hécta (92.000 mẫu Anh)   |          |
| Vườn quốc gia Rishiri-Rebun-Sarobetsu    | 1974      | Hokkaidō                                        | 24.166 hécta (59.720 mẫu Anh)   |          |
| Vườn quốc gia Saikai                     | 1955      | Kyūshū                                          | 24.646 hécta (60.900 mẫu Anh)   |          |
| Vườn quốc gia Sanin Kaigan               | 1936      | Kinki                                           | 8.783 hécta (21.700 mẫu Anh)    |          |
| Vườn quốc gia Sanriku Fukkō              | 1955      | Tōhoku                                          | 28.537 hécta (70.520 mẫu Anh)   |          |
| Vườn quốc gia Setonaikai                 | 1934      | Kinki, Chūgoku, Shikoku, Kyushu (quản lý chung) | 67.242 hécta (166.160 mẫu Anh)  |          |
| Vườn quốc gia Shikotsu-Tōya              | 1949      | Hokkaidō                                        | 99.473 hécta (245.800 mẫu Anh)  |          |
| Vườn quốc gia Shiretoko                  | 1964      | Hokkaidō                                        | 38.636 hécta (95.470 mẫu Anh)   |          |
| Vườn quốc gia Towada-Hachimantai         | 1936      | Tōhoku                                          | 85.534 hécta (211.360 mẫu Anh)  |          |
| Vườn quốc gia Unzen-Amakusa              | 1934      | Kyūshū                                          | 28.279 hécta (69.880 mẫu Anh)   |          |
| Vườn quốc gia Yakushima                  | 2012      | Kyūshū                                          | 32.553 hécta (80.440 mẫu Anh)   |          |
| Vườn quốc gia Yanbaru                    | 2016      | Kyūshū                                          | 13.622 hécta (33.660 mẫu Anh)   |          |
| Vườn quốc gia Yoshino-Kumano             | 1936      | Kinki                                           | 61.406 hécta (151.740 mẫu Anh)  |          |

## Danh sách vườn quốc định

### Hokkaidō
- Quốc lập Vườn quốc gia Abashiri
- Quốc lập Vườn quốc gia Hidaka-Mũi Erimo
- Quốc lập Vườn quốc gia Biển Niseko-Shakotan-Otaru
- Quốc lập Vườn quốc gia Onuma
- Quốc lập Vườn quốc gia Shokanbetsu-Teuri-Yagishiri

### Tohoku(Đông Bắc)
- Quốc lập Vườn quốc gia Bán đảo Shimokita
- Quốc lập Vườn quốc gia Tsugaru
- Quốc lập Vườn quốc gia Hayachine
- Quốc lập Vườn quốc gia Kurikoma
- Quốc lập Vườn quốc gia Minami-Sanriku Kinkazan
- Quốc lập Vườn quốc gia Zaō
- Quốc lập Vườn quốc gia Oga
- Quốc lập Vườn quốc gia Chōkai

### Kantō(Đông)
- Quốc lập Vườn quốc gia Suigō-Tsukuba
- Quốc lập Vườn quốc gia Minami Bōsō
- Quốc lập Vườn quốc gia Meiji no Mori Takao
- Quốc lập Vườn quốc gia Tanzawa-Ōyama

### Chūbu(Trung)
- Quốc lập Vườn quốc gia Echigo Sanzan-Tadami
- Quốc lập Vườn quốc gia Núi Myōgi-Arafune-Saku
- Quốc lập Vườn quốc gia Sado-Yahiko-Yoneyama
- Quốc lập Vườn quốc gia Bán đảo Noto
- Quốc lập Vườn quốc gia Echizen-Biển Kaga
- Quốc lập Vườn quốc gia Núi Yatsugatake-Chūshin
- Quốc lập Vườn quốc gia Tenryū-Okumikawa
- Quốc lập Vườn quốc gia Ibi-Sekigahara-Yōrō
- Quốc lập Vườn quốc gia Hida-Kisogawa
- Quốc lập Vườn quốc gia Aichi Kōgen
- Quốc lập Vườn quốc gia Vịnh Mikawa

### Kansai(Tây)
- Quốc lập Vườn quốc gia Suzuka
- Quốc lập Vườn quốc gia Vịnh Wakasa
- Quốc lập Vườn quốc gia Tango-Amanohashidate-Ōeyama
- Quốc lập Vườn quốc gia Hồ Biwa
- Quốc lập Vườn quốc gia Muro-Akame-Aoyama
- Quốc lập Vườn quốc gia Kongo-Ikoma-Kisen
- Quốc lập Vườn quốc gia Yamato-Aogaki
- Quốc lập Vườn quốc gia Koya-Ryujin
- Quốc lập Vườn quốc gia Meiji no Mori Minō

### Chūgoku&Shikoku(Tây Nam)
- Quốc lập Vườn quốc gia Hyōnosen-Ushiroyama-Nagisan
- Quốc lập Vườn quốc gia Hiba-Dogo-Taishaku
- Quốc lập Vườn quốc gia Nishi-Chugoku Sanchi
- Quốc lập Vườn quốc gia Biển Kita Nagato
- Quốc lập Vườn quốc gia Akiyoshidai
- Quốc lập Vườn quốc gia Tsurugisan
- Quốc lập Vườn quốc gia Bờ biển Muroto-Anan
- Quốc lập Vườn quốc gia Ishizuchi

### Kyūshū(Nam)
- Quốc lập Vườn quốc gia Kitakyushu
- Quốc lập Vườn quốc gia Genkai
- Quốc lập Vườn quốc gia Yaba-Hita-Hikosan
- Quốc lập Vườn quốc gia Iki-Tsushima
- Quốc lập Vườn quốc gia Vùng núi Trung Kyūshū
- Quốc lập Vườn quốc gia Bờ biển Nippō
- Quốc lập Vườn quốc gia Sobo-Katamuki
- Quốc lập Vườn quốc gia Bờ biển Nichinan
- Quốc lập Vườn quốc gia Quần đảo Amami
- Quốc lập Vườn quốc gia Biển Okinawa
- Quốc lập Vườn quốc gia Okinawa Senseki